# 破虏湖战役
破虏湖战役（韓語：파로호 전투／破虜湖戰鬪），又稱龍門山戰鬥，是朝鲜战争第五次战役期间中国人民志愿军和联合国军1951年5月17日至5月30日在江原道破虏湖、鐵原等地的一场战役。经过这次战斗，總統李承晚將华川水库改名為破虏湖。

## 战地背景
联合国军在4月和5月两次粉碎中国人民志愿军攻势后，从5月20日开始展开第三次反攻行动，夺回连接汶山-涟川-华川水库-杨口-赣城的堪萨斯线。中部和西部战线的美第一軍攻击汶山-涟川，中部和西部战线的美第九軍攻击华川，中东部战线的美第十軍攻击楊口，东海岸的韩国军第1军团攻击贛城。
根据联合国军第3次反击作战计划，中西部战线的美军第9军以5月20日夺回华川为目标，威廉·M·霍奇指揮第24師、韩军第2师、韩军第6师、美军第7师從西至東同時發動攻勢。美军第9军的任务是迅速占领华川，切断志愿军5月攻势时进束沙里的退路。

## 战斗经过

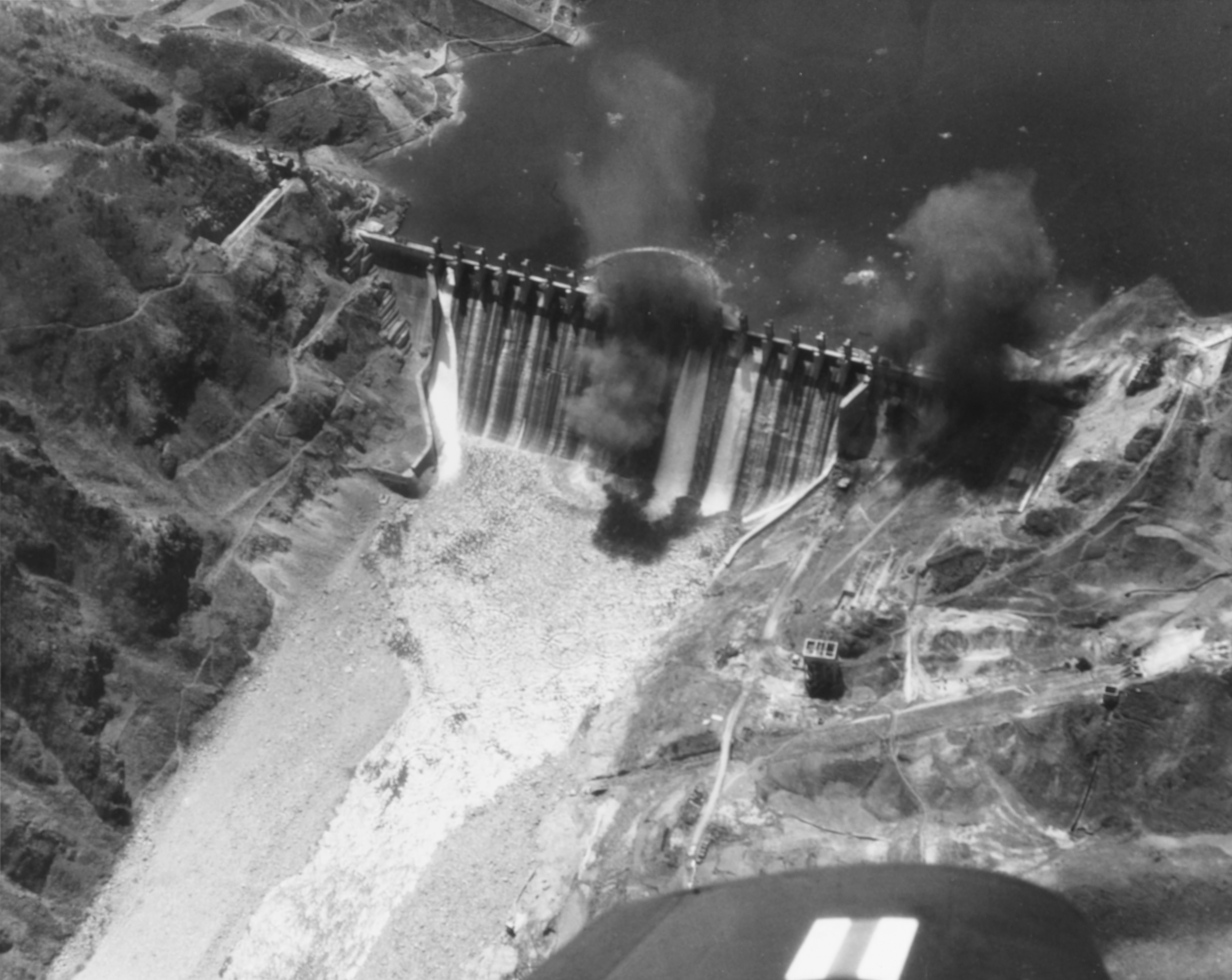
1951年5月華川水壩攻擊

1951年5月17日，中国人民志愿军在第一次春季攻势失败后，将注意力转向东线——韩国陆军第6步兵師守卫的龙门山。志愿军占领龙门山的理由很充分，因为龙门山是陆路交通要道，北江通往春川、华川和阳谷，南江通往骊州和忠州，洪川-仁济公路和华城-原州公路在此交汇。
5月18日，志愿军开始进攻。張都暎准将率领的韩军第6师2团（第1、第2、第3营）组成龙门山防线，第1、第3营全力防守，但在志愿军的大规模攻势下被迫后撤，与作为前哨的第2营会合。此后，韩军第2营（与第1、第3营会合）继续战斗，没有撤退。
这引起了志愿军的恐慌，因为原本预计会撤退的韩军却坚守阵地，继续战斗。志愿军除了两个师外，还派出一个预备师攻击第二团。

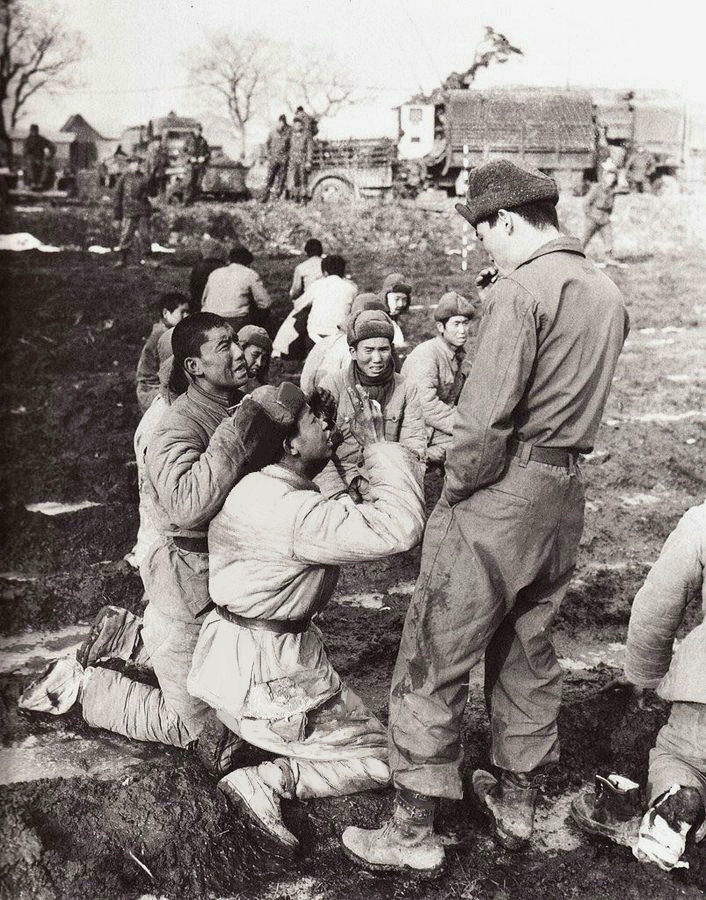
此役被俘的志愿军跪在韩国士兵面前

换言之，志愿军的三个师（187師、188師、189師）向第二团发起了全面进攻。然而，第2团拒绝撤退，继续阻击志愿军。孤立无援的第二团在美军密接空中支援和炮击的帮助下勉强守住了阵地。但第2团遭受重创。由于韩军第2团的抵抗和美军的持续空袭和炮火，志愿军最终被迫撤退。

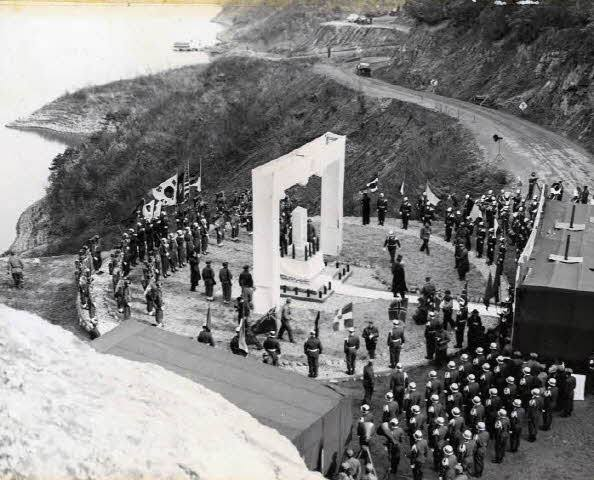
1955年破虏湖紀念碑落成

5月20日，韩军第6师（第2、第7、第19团）立即开始追击。从杨平出发，经加平、春川到华川发电厂，第6师向前推进了约60公里，击退了志愿军。在此过程中，志愿军损失惨重，到达华川湖时，华川湖阻断了他们的退路。随后，第6师继续攻击志愿军的后方，结果大部志愿军在华川湖附近被击毙，阵亡者的尸体被抛入湖中。韩军第6师方面主张，已击毙中国人民志愿军21,550人，俘虏2,617人。
这场战斗的胜利给朝鲜战争初期和中期连续败给中国人民志愿军的韩国军队带来了巨大的士气，有部分韓國史料將此戰譽為「現代版薩水大捷」。韓军將志願軍士兵遺體以重型機器推入水壩湖中進行水葬，戰後，時任總統李承晚訪問水壩湖之際以「擊破蠻虜」從原名「大鵬湖（대붕호）」改命名為破虜湖。至今仍然有其揮筆的破虏湖紀念碑。

## 引用
1. ↑  马平（2022年），第1390页
2. ↑  Mossman（1990年），第478-480页
3. 1 2  . 韓聯社. 2018-06-28  [2025-04-11] （中文（简体））.
4. 1 2  国防軍史研究所 2004，第74頁.
5. ↑  .  （韩语）.
6. 1 2   (PDF).   [2023-12-23]. （原始内容存档 (PDF)于2023-12-23）.
7. ↑  Chae, Chung & Yang 2001，第312頁
8. ↑   (PDF).   [2023-12-23]. （原始内容存档 (PDF)于2023-12-23）.
9. 1 2  .  （韩语）.
10. ↑  『芝岩里·破虏湖战斗』（韩国陆军总部军事研究所，2011）
11. ↑  . 韩联社（韩国联合通讯社）. 2018年6月28日  [2024年6月6日]. （原始内容存档于2024年6月6日）.
12. ↑  国防軍史研究所 2004，第75頁.
13. ↑  .   [2023-12-22]. （原始内容存档于2023-12-22）.
14. ↑  . 韓聯社. 2018-06-28  [2025-04-11] （中文（简体））.
15. ↑  .   [2023-12-21]. （原始内容存档于2023-02-28）.
16. ↑  .  （韩语）.